# Rückerskanal
El  Rückerskanal  és un canal curt al barri d'Hamm a la ciutat estat d'Hamburg a Alemanya. Connecta el Mittelkanal i el Südkanal al riu Bille. Segons la llei de l'estat d'Hamburg, és una via navegable de categoria 1.
El canal que va perdre el seu paper econòmic, va ser elegit per a acceptar vaixells d'habitatge el 2006.

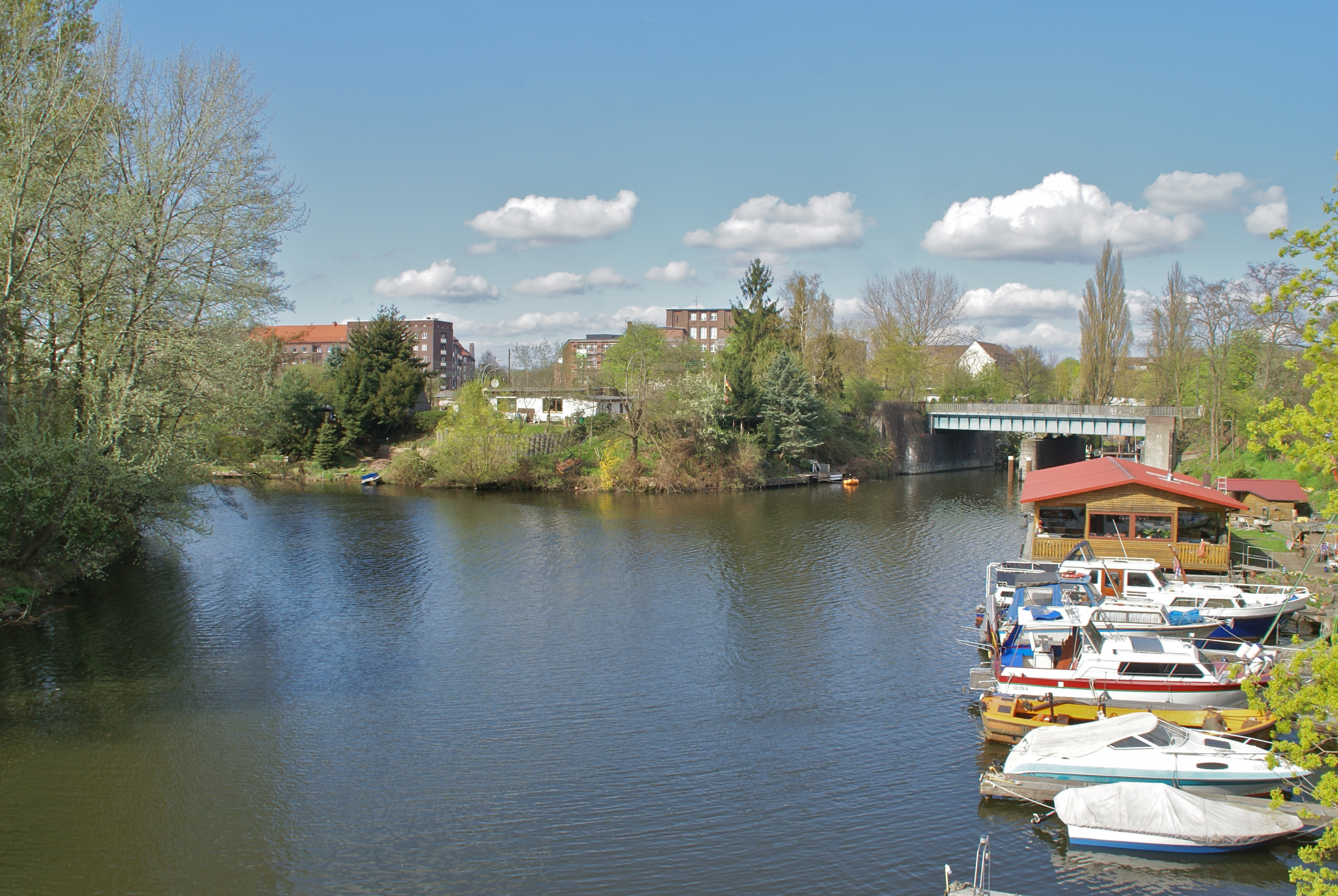
El port esportiu al Rückerskanal. A l'esquerra la desembocadura del Südkanal.
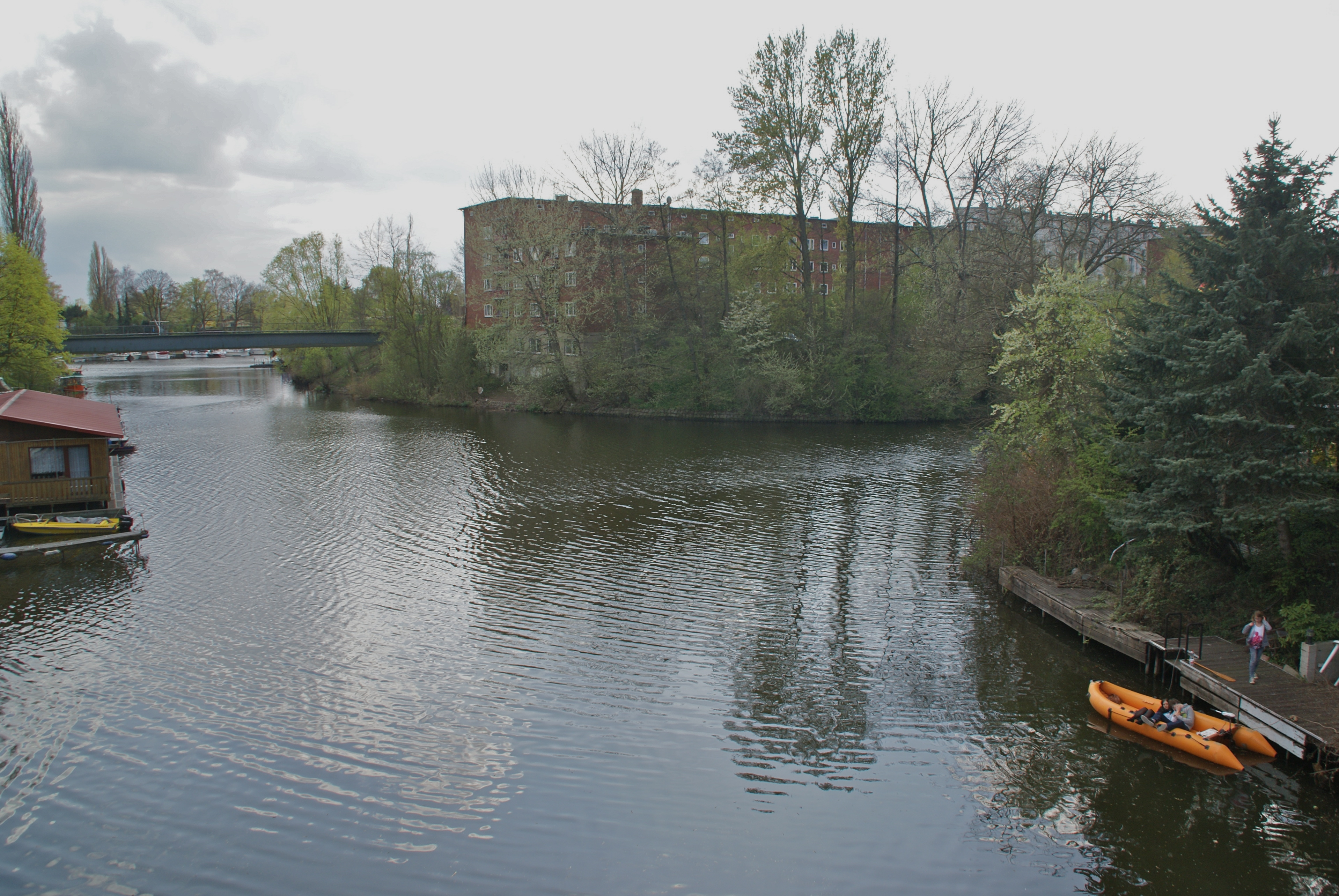
El canal en direcció meridional. A la dreta es veu el Südkanal i al segon pla la desembocadura al riu Bille.
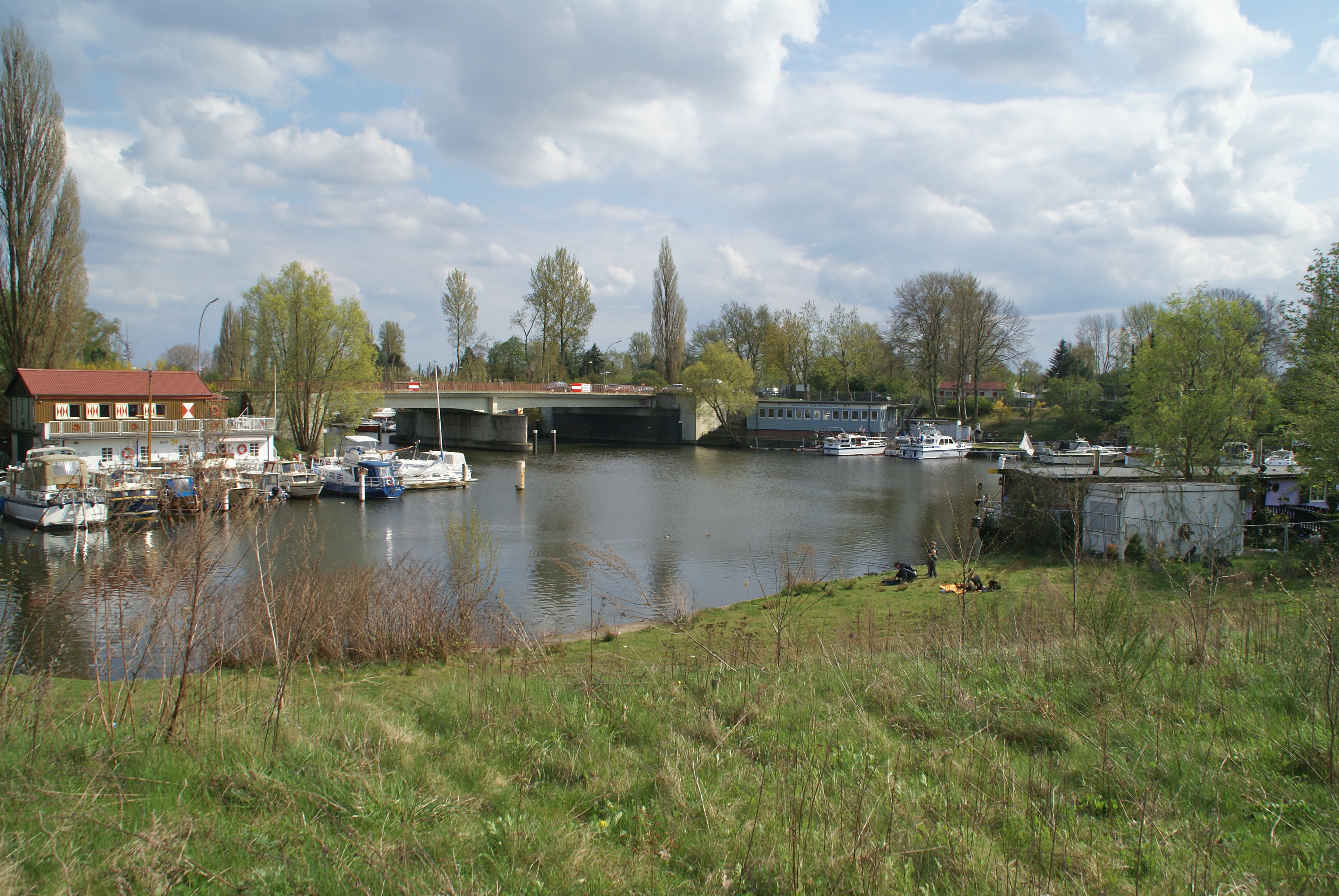
El canal (esquerra) desemboca al Bille. Al segon pla el pont Braune Brücke

| \| \| Conca del Bille (Bil·le) \| |                          |
| Haken • Oberhafen • Oberhafenkanal • Schleusenkanal • Hochwasserbassin • Rückerskanal • Billekanal • canal de Billbrook • Bullenhuser Kanal • Tiefstackkanal • Steinbrookgraben • Glinder Au o Steinbek • Havighorster Graben • Forellenbach • Schleemer Bach • Barsbek • Jenfelder Bach • Bornbek • Bornmühlenbach • Ladenbek • Kampbille • Schleusengraben • Brookwetterung • Schulenbrooksbek • Dalbek • Knollgraben • Forstgraben • Trittauer Mühlenbach • Amelungsbek • Corbek • Schwarzer Au |                          |
| | Conca del Bille (Bil·le) |